# Jorge Amado Nunes
Jorge Amado Nunes (Berazategui, Provincia de Buenos Aires, 18 de octubre de 1961) es un exfutbolista y director técnico argentino nacionalizado paraguayo. Se desempeñaba en la posición de centrocampista. Ha desarrollado gran parte su trayectoria deportiva entre el fútbol colombiano y peruano.

## Trayectoria
Reconocido volante mixto, jugó en Paraguay, Colombia, España, Argentina y Perú. En el Perú militó en Universitario de Deportes, en los años 1993 y 1994, jugando al lado de José Luis Carranza y Roberto Martínez. Después de retirarse del fútbol, fue asistente técnico del entrenador colombiano José Eugenio Hernández, a cargo de la selección de fútbol de Panamá, para las eliminatorias para la Copa Mundial de Fútbol de 2006. Trabajó también en el comando técnico del América de Cali, Millonarios y Deportivo Cali de Colombia.
En marzo de 2006, fue nombrado técnico de Universitario de Deportes, alcanzando la quinta posición en la tabla general del Campeonato Descentralizado 2006, A las pocas fechas de iniciado el Torneo Apertura 2007, Nunes fue cesado por dirigencia del club por los malos resultados y por la oposición que generaba su presencia entre los principales referentes del plantel, asumiendo el cargo de entrenador el colombiano Édgar Ospina. Sin embargo, después de las elecciones, la nueva directiva dirigida por Gino Pinasco decidió a su vez cesar al colombiano y reinstalar a Nunes en la dirección del equipo. El 18 de julio, a tres días del inicio del Torneo Clausura 2007, Nunes fue destituido nuevamente de la conducción de Universitario por problemas con algunos dirigentes del club.

## Selección nacional
Fue internacional con la selección de fútbol de Paraguay en treinta ocasiones y marcó un gol. Debutó en la selección a los 19 años de edad, participó en las eliminatorias para los mundiales de México 86, Italia 90 y EUA 94, siendo baluarte en la clasificación de su selección para el Mundial, en 1986.

### Participaciones en Copas del Mundo
| Mundial                        | Sede   | Resultado        |
| ------------------------------ | ------ | ---------------- |
| Copa Mundial de Fútbol de 1986 | México | Octavos de final |

### Participaciones en Copas América
| Copa              | Sede      | Resultado        |
| ----------------- | --------- | ---------------- |
| Copa América 1987 | Argentina | Primera fase     |
| Copa América 1993 | Ecuador   | Cuartos de final |

## Clubes

### Como futbolista
| Club                      | País      | Año       |
| ------------------------- | --------- | --------- |
| Cerro Porteño             | Paraguay  | 1979-1984 |
| Deportivo Cali            | Colombia  | 1984-1986 |
| Elche C. F.               | España    | 1986-1987 |
| Vélez Sarsfield           | Argentina | 1987-1988 |
| Deportivo Cali            | Colombia  | 1989-1991 |
| Club Libertad             | Paraguay  | 1992-1993 |
| Universitario de Deportes | Perú      | 1993-1995 |
| Chaco For Ever            | Argentina | 1996-1997 |

### Como entrenador
| Club                      | País     | Año       |
| ------------------------- | -------- | --------- |
| Universitario de Deportes | Perú     | 2006-2007 |
| Fernando de la Mora       | Paraguay | 2013      |
| Sport Áncash              | Perú     | 2016      |
| Cultural Santa Rosa       | Perú     | 2017      |

### Como asistente
| Club                 | País     | Año       | Asistente de     |
| -------------------- | -------- | --------- | ---------------- |
| Deportivo Cali       | Colombia | 1998-2000 | Cheché Hernández |
| Millonarios          | Colombia | 2002      | Cheché Hernández |
| Selección absoluta   | Panamá   | 2003-2005 | Cheché Hernández |
| Deportivo Cali       | Colombia | 2009      | Cheché Hernández |
| Atlético Bucaramanga | Colombia | 2020      | Willy Rodríguez  |
| San Francisco FC     | Panamá   | 2021      | Willy Rodríguez  |
| Deportivo Cali       | Colombia | 2022      | Mayer Candelo    |

## Palmarés

### Campeonatos nacionales
| Título                    | Club                      | País | Año  |
| ------------------------- | ------------------------- | ---- | ---- |
| Primera división del Perú | Universitario de Deportes | Perú | 1993 |

## Anécdota
En un clásico del fútbol peruano en el que se enfrentaban Alianza Lima y Universitario de Deportes, el 21 de mayo de 1994, cuando quedaban apenas dos minutos para que el árbitro Alberto Tejada diera por culminado el compromiso, con el resultado a favor de los aliancistas por 1-0, el futbolista argentino Juan Carlos Kopriva lo insultó y el paraguayo le propinó un puñetazo.